# 厦门园林博览苑

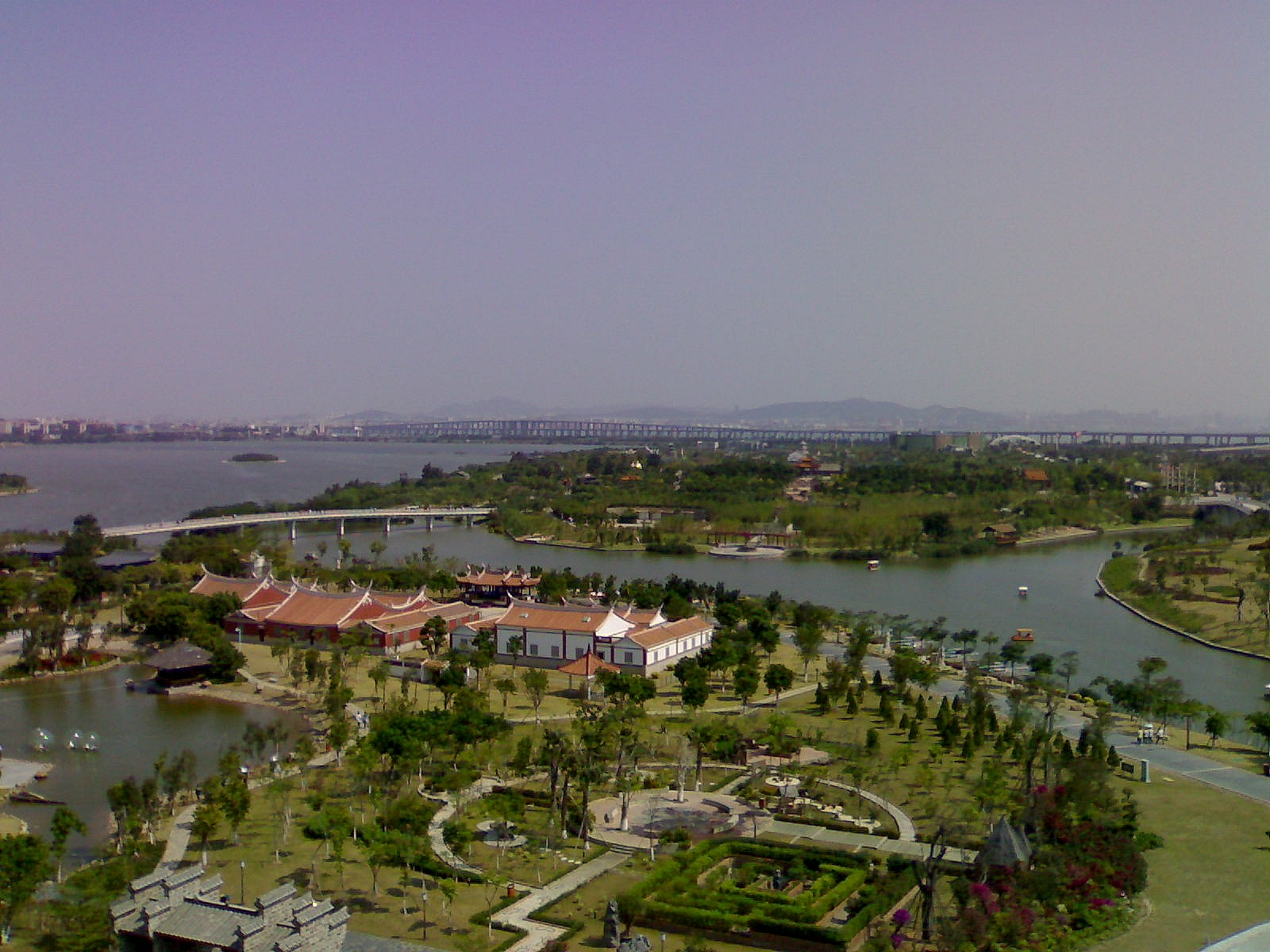
从园博园杏林阁上看到的景色

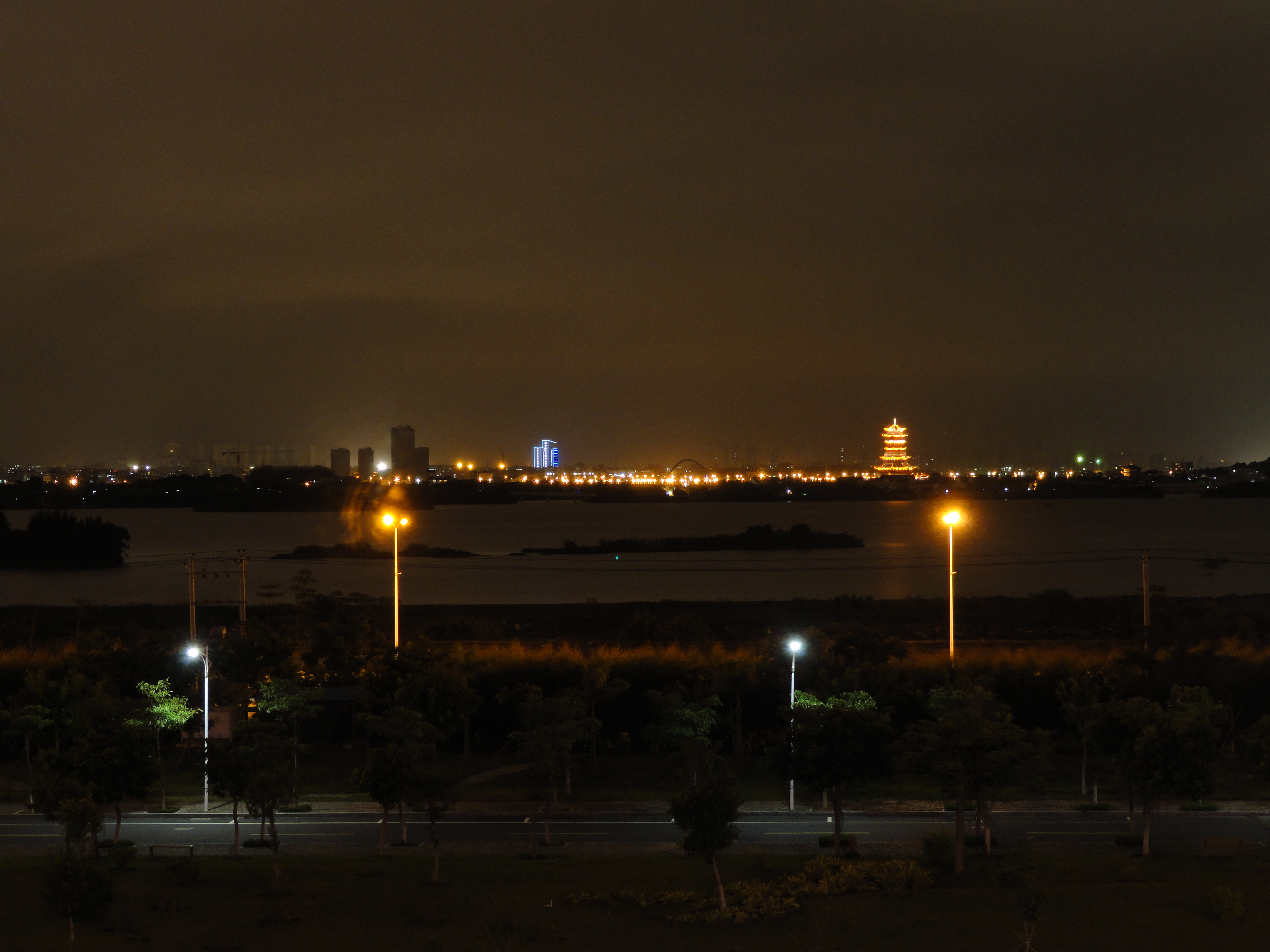
园博苑的夜景

厦门园林博览苑，简称厦门园博苑，是由中华人民共和国建设部和厦门市人民政府共同主办的2007年第六届中国（厦门）国际园林花卉博览会的举办地，位于厦门杏林湾。由原先的杏林湾中洲及附近岛屿和湾西、湾北海岸线上的部分地区组成；开工建设时人工开凿河道，把中洲及附近岛屿统一规划为九个岛，由16座桥梁相互连接，形成“水上园博园”。总面积10.82平方千米，其中陆域面积5.55平方千米，水域面积5.27平方千米。

## 附近交通
- 厦门轨道交通1号线 园博苑站